# 大海啸之鲨口逃生
《大海啸之鲨口逃生》（英語：Bait 3D）是一部2012年3D惊悚片，澳洲导演Kimble Rendall执导，John Kim 和 Russell Mulcahy 编剧。Xavier Samuel、Julian McMahon、Phoebe Tonkin、Cariba Heine、Alex Russell、Lincoln Lewis、Alice Parkinson 和 Dan Wyllie主演。澳大利亚于2012年9月20日、中国大陆于10月12日、新加坡于11月29日上映。

## 剧情
故事主要发生在大海啸发生后的一间超市里。
海啸发生前，超市里发生了一起抢劫案，当警察、小偷、店员、劫匪、人质等一群人陷入僵局时，来了一条深海杀手——大白鲨。于是这些不同身份、关系复杂的人面对共同的灾难，经历了一场人性的考验。

## 角色
- Phoebe Tonkin as Jaimie
- Julian McMahon as Doyle
- Xavier Samuel as Josh
- Sharni Vinson as Tina
- Cariba Heine as Heather
- Alex Russell as Ryan
- Lincoln Lewis as Kyle
- Alice Parkinson as Naomi
- Richard Brancatisano as Rory
- Martin Sacks as Todd
- Nicholas McCallum as Neil
- 戚玉武 as Steven
- Adrian Pang as Pessup

## 制作
2010年10月11日开拍。

## 票房
中国大陆近1.6亿人民币。
| 上一届： 《飓风营救2》 | 2012年中国内地一周票房冠军 第42周（10月15日—10月21日） | 下一届： 《谍影重重4》 |